# Herminiinae
Herminiinae es una subfamilia de lepidópteros nocturnos pertenecientes a la familia Erebidae. Tradicionalmente se han considerado parte de la gran familia Noctuidae, aunque algunas clasificaciones las cuentan como una familia separada. Recientemente, el grupo fue transferido a la recién creada familia Erebidae. 
No se parecen a la mayoría de las otras polillas nocturnas en el sentido de que son pequeños y delgados con alas anteriores bastante anchas. Como también tienen palpos labiales largos y protuberantes, pueden parecerse mucho a ciertos miembros de la familia Pyralidae. Otra característica distintiva es que los machos de muchas especies tienen llamativos mechones de vellos en las patas delanteras.

## Taxonomía
En el pasado, la subfamilia se trataba como una familia separada, Herminiidae, o como subfamilia de la familia Noctuidae. El análisis filogenético ha determinado que los Herminiinae están más estrechamente relacionados con la subfamilia Aganainae, también de los Erebidae. La subfamilia Herminiinae fue asignada previamente a Hypeninae. Se diferencian por una capucha timpánica prespiracular, a diferencia de una posición postspiracular en Hypeninae.

## Lista de géneros
Según ITIS se incluyen  (31 de mayo de 2013):
- género Chytolita Grote, 1873
- género Epizeuxis Hübner, 1818
- género Palthis Hübner, 1825

Según NCBI (31 de mayo de 2013):
- géneroAdrapsa
- género Aglaonice
- género Aristaria
- género Bleptina
- género Carteris
- género Charmodia
- género Chytolita
- género Coremagnatha
- género Coscaga
- género Dusponera
- género Gorosina
- género Herminia
- género Hipoepa
- género Hydrillodes
- género Idia
- género Lascoria
- género Macrochilo
- género Mamerthes
- género Mastigophorus
- género Naarda
- género Nicetas
- género Nodaria
- género Palthis
- género Paracolax
- género Phalaenophana
- género Phalaenostola
- género Polypogon
- género Redectis
- género Rejectaria
- género Renia
- género Salia
- género Scopifera
- género Simplicia
- género Strathocles
- género Tarista
- género Tetanolita
- género Zanclognatha